# Grete Minde (Novelle)
Die Novelle Grete Minde von Theodor Fontane handelt von einer jungen Frau, die, nachdem ihr bitteres Unrecht geschehen ist, aus Verbitterung und Vergeltungsdurst in der altmärkischen Stadt Tangermünde Feuer legt und, gemeinsam mit vielen Tangermündern, in den Flammen umkommt. In Anlehnung an die Begebenheiten um die historische Margarethe Minde beginnt die Handlung der Novelle Grete Minde am Anfang des 17. Jahrhunderts und endet mit dem Brand der Stadt im Jahre 1617. Fontane, der die Erzählung 1879 schrieb, weicht in seiner Darstellung des Schicksals der Grete Minde allerdings deutlich von den historischen Begebenheiten ab.

## Handlung
Zu Beginn der Erzählung ist Grete Minde, die Tochter aus einem gutsituierten Tangermünder Kaufmannshaus, dreizehn Jahre alt. Ihre inzwischen verstorbene Mutter – eine Katholikin aus dem damals von den Spaniern besetzten Flandern – war die zweite Frau von Gretes inzwischen recht betagtem Vater Jakob Minde. Auch Jakobs erste Frau war früh verstorben; gleichwohl war aus dieser Ehe ein Sohn hervorgegangen, Gretes bedeutend älterer Halbbruder Gerdt. Dieser, ein junger Mann von nachlässigem, aber habsüchtigem Naturell, heiratete Trud, eine Frau aus Gardelegen. Trud stammt aus kleinen Verhältnissen, wird von ihrem Mann wenig geachtet und noch weniger geliebt. All das hat ihren Sinn zunehmend verhärtet, weshalb sie auch der wesentlich jüngeren Grete mit Missgunst, Eifersucht und Bosheit gegenübersteht. 

Gretes Vater stirbt kurz nach ihrer Konfirmation. Trud maßt sich daraufhin erst recht die Rolle einer Stiefmutter an und sagt der inzwischen jugendlichen Grete allenthalben nach, es stecke „etwas Böses in ihr“, was sie – im inzwischen protestantisch gewordenen Tangermünde – aus Gretes halb-katholischer Herkunft herleitet. Truds wie auch Gerdts Niedertracht gegen Grete verstärkt sich um ein weiteres, nachdem die Ehe nach langer Zeit mit einem Kind gesegnet wird und die Ältere ihre jüngere Schwägerin mehr und mehr zur Hausmagd degradiert. Trost und Zuwendung findet Grete allein bei der alten Regine, die seit langer Zeit dem Hause Minde als Haushälterin dient und die der heranwachsenden Grete als deren frühere Kinderfrau verbunden ist. Doch auch der zwei oder drei Jahre ältere Nachbarjunge Valtin Zernitz steht Grete bei. Und so wird aus der kindlichen Freundschaft der beiden schon bald eine zarte jugendliche Liebe. Trud Minde missgönnt Grete und Valtin diese Zweisamkeit zutiefst, zumal ihr „ein solches Glück“ versagt geblieben ist. Sie bemüht sich deswegen, den beiden den Umgang zu verbieten. Doch Grete, inzwischen etwas selbstbewusster geworden, missachtet Truds unbegründete Vorwürfe und Untersagungen und trifft sich weiter mit Valtin. Mehr und mehr jedoch wird sie der ständigen Schikanen und Drangsale überdrüssig. Schließlich kommt es deswegen zwischen Grete und ihrer Schwägerin zu einer heftigen Auseinandersetzung, in deren Folge Grete das Nachts gemeinsam mit Valtin aus Tangermünde flieht.

Drei Jahre lang leben die beiden bei einer herumreisenden Puppenspieler- und Schauspieltruppe. In dieser Zeit wird Grete von Valtin schwanger und bringt ein Kind zur Welt. Während die Truppe im unweit von Tangermünde gelegenen Städtchen Arendsee gastiert, erkrankt Valtin auf den Tod. In seiner letzten Stunde nimmt er Grete das Versprechen ab, sie solle mit beider Kind nach Tangermünde zurückkehren und bei Gerdt und Trud um Verzeihung und Aufnahme bitten. Nach Valtins Tod verweigert der Arendseer Pastor dessen Totenruhe auf dem evangelischen Kirchhof. Grete aber erreicht dessen Bestattung auf dem Friedhof des hiesigen evangelischen Frauenstifts.

Das Anerbieten der ihr sehr wohlwollenden Stiftsdomina und ihrer Stellvertreterin, hier ein Unterkommen zu finden, schlägt Grete aus, weil sie sich an das dem toten Vater ihres Kindes gegebene Versprechen gebunden sieht. Also wandert sie „mit ihrem Kind unter dem Mantel“ von Arendsee zu Fuß nach Tangermünde. Der hartherzige Gerdt weigert sich jedoch kategorisch, ihre Bitte um Verzeihung zu akzeptieren und Grete und Kind im Hause aufzunehmen. Auch ihren Vorschlag, ihm als Magd zu dienen, schlägt Gerdt ebenso unbarmherzig ab, wie er es ablehnt, doch wenigstens für Gretes Kind zu sorgen. Nun fordert die verzweifelte Grete ihren väterlichen Erbanteil ein, doch auch das versagt ihr der Halbbruder und verweist sie des Hauses. 

Grete wendet sich daraufhin mit ihrem Erbbegehren an den Tangermünder Stadtrat. Der habsüchtige Gerdt beteuert jedoch vor dem Rat wahrheitswidrig und mithin meineidig, die Halbschwester habe keinerlei Erbanspruch, da ihre katholische Mutter nichts zum Vermögen des Hauses Minde beigesteuert habe. Die Ratsherren folgen, teils wider besseres Empfinden, diesem Meineid und weisen Gretes Erbanspruch ab.

Voller Enttäuschung und aus Wut über das Urteil der Tangermünder Ratsherren legt Grete in der Stadt Feuer, das sich buchstäblich in Windeseile ausbreitet. Als schon große Teile Tangermündes in Flammen stehen, steigt die junge Frau samt ihrem eigenen Kind und dem Abkömmling von Gerdt und Trud auf den bereits brennenden Kirchturm. Von oben erblickt sie auch den unehrlichen, herzlosen Halbbruder, den hauptsächlichen Adressaten ihrer Rache. Nicht ohne Genugtuung sieht sie, wie der über das unabwendbare Schicksal seines Kindes verzweifelt. Bald darauf stürzt der lodernde Kirchturm in sich zusammen und begräbt auch Grete und die beiden Kinder unter seiner Glut.
Am Ende der Erzählung erfahren die beiden Vorsteherinnen des Arendseer Frauenstifts, dass „Tangermünde in Asche liegt“ und welches Schicksal sich an Grete erfüllt hat. Als Einzige bedauern diese beiden Stiftsdamen die unglückliche Grete Minde. Die Schauspieltruppe indes, in deren Auftritten Grete noch kurz zuvor die Figur eines Engels verkörperte, hat die Rolle am gleichen Abend bereits anderweitig besetzt.

## Leitmotive
Auffällig ist Fontanes einfühlsame Beschreibung der ungerecht behandelten Frau. Dieses Thema findet man auch in anderen Werken Fontanes, in Grete Minde ist es aber besonders plakativ dargestellt. Fontane nimmt klar Partei für die junge, reine Liebe, die nicht den damaligen Konventionen folgt, und gegen Dogmatismus, Ungerechtigkeit, Neid und Gleichgültigkeit aufbegehrt.

## Historischer Hintergrund

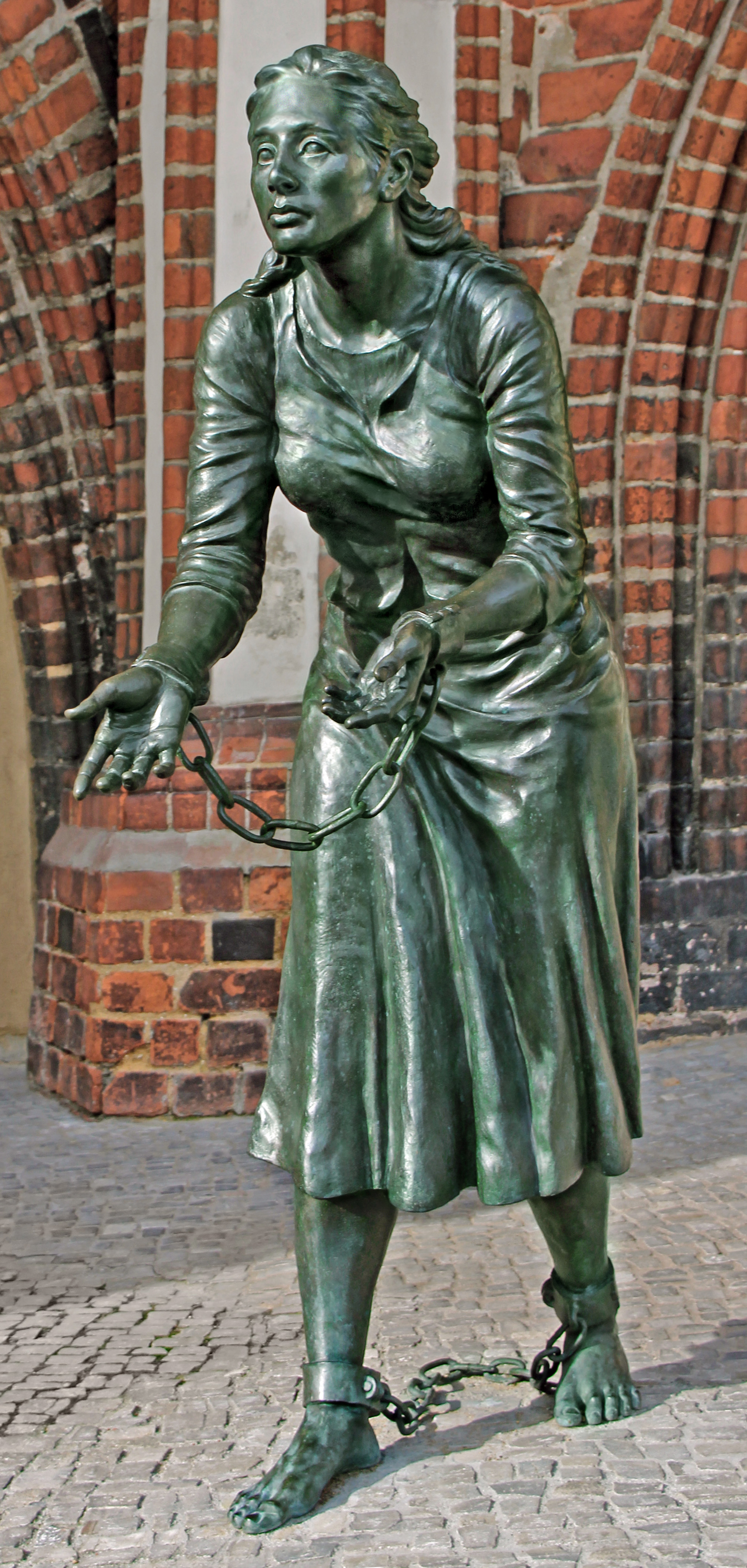
Grete-Minde-Denkmal vor dem historischen Rathaus in Tangermünde – Bronzeplastik von Lutz Gaede, errichtet 2009

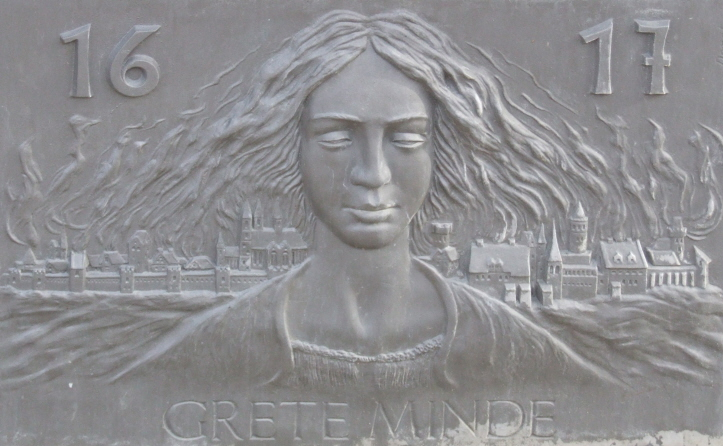
Darstellung der Grete Minde am Stadtbrunnen von Tangermünde

Die Novelle beruht auf wahren Begebenheiten, die Fontane 1878 in Tangermünde recherchierte. Eine Grete Minde lebte dort tatsächlich, einen Erbschaftsprozess gab es auch, und 1617 kam es in der Stadt zu einem Großbrand. Dabei brannten auch große Teile der dortigen St.-Stephans-Kirche. Im Museum innerhalb des historischen Rathauses der Stadt werden einige Dokumente dazu ausgestellt.
Im Unterschied zu Fontanes Novelle, in der Grete Minde aus Rache für das ihr verweigerte Erbe zur Brandstifterin wird, gilt die wahre Grete Minde heute als unschuldig und vielmehr als ein Opfer von Intrige und eilfertiger Justiz, die sie nach Verleumdung und Folter zum Tode auf dem Scheiterhaufen verurteilte. Am 22. März 1619 wurde Grete Minde qualvoll hingerichtet. Die heute noch im Stadtarchiv von Tangermünde einsehbaren historischen Gerichtsakten sprechen eine deutliche Sprache: Grete Minde wurden „fünff finger an der Rechten Hand einer nach dem andern mit glühenden Zangen abgezwacket“, so das Urteil, „nachmalen ihr Leib mitt vier glühenden Zangen, nemlich in der Brust und Arm gegriffen, Folglich mitt eisernen Ketten uff einem erhabenen Pfahle angeschmiedet, lebendig geschmochet und allso vom leben zum tode verrichtet werden, von Rechts wegen.“
Im Jahre 1883, also nur drei Jahre nach Erscheinen von Fontanes Novelle, war es der Jurist und Historiker Ludolf Parisius, der in dem Buch Bilder aus der Altmark im Kapitel Grete Minden und die Feuersbrunst vom 13. September 1617 – Eine Ehrenrettung die historische Grete Minde weitgehend rehabilitierte. Als Erster nach über zwei Jahrhunderten studierte er intensiv die Prozessakten und deckte evidente Widersprüche auf, die auf die Unschuld Grete Mindes schließen lassen. Sie musste sterben, weil sie für die etablierte Familie Minde eine Bedrohung sowohl ihres Rufes als auch ihres Besitzes darstellte. Zudem sah sich der Stadtrat unter zunehmendem Zwang, der aufgebrachten Bevölkerung Tangermündes eine Schuldige zu präsentieren. Parisius’ Fazit ist deshalb eindeutig: Das Todesurteil gegen Grete Minde war ein „grausamer Justizmord“. Moderne Rechtshistoriker widersprechen dieser These und vertreten die Auffassung, dass der Prozess gegen Grete Minde formal korrekt geführt worden sei. Eine neuere Untersuchung über Grete Minde, insbesondere über die Prozessführung, kommt zu dem Schluss, dass der Tangermünder Rat, der zugleich als Gericht fungierte, ein manipulierendes Gutachten für die Foltererlaubnis verfasste.
Am 22. März 2009, also genau 390 Jahre nach ihrer Hinrichtung, wurde am Ort des Geschehens, vor dem historischen Rathaus der Stadt, in dem der Prozess gegen Grete Minde stattfand, eine lebensgroße Bronzeskulptur des Grafikers und Bildhauers Lutz Gaede enthüllt. Sie zeigt Grete Minde in Ketten und gebeugter Haltung. Diese Darstellung als Gefangene greift im Unterschied zu Fontane ausdrücklich auf die wirkliche, dokumentierte Geschichte der Grete Minde zurück und macht so auf das ebenso tragische wie dramatische Schicksal aufmerksam, welches sich real in Tangermünde abspielte und die historische Grundlage für Theodor Fontanes Novelle bildete.

## Rezeption
Grete Minde erfreute sich lange Zeit großer Beliebtheit. Der spätere deutsche Literaturnobelpreisträger Paul Heyse nahm das Buch in seinen Neuen Deutschen Novellenschatz auf. Heute wird Grete Minde zu den schwächeren Werken Fontanes gezählt. Im Kanon des Deutschunterrichts scheint das Buch wegen der jungen Protagonisten und seiner Kürze bei gleichzeitig klangvollem Autornamen aber eine gewisse Bedeutung zu haben. Auf jeden Fall ist das Buch aufgrund seiner klaren Sprache und der stringenten Handlungsführung bis hin zum dramatischen Ende auch heute noch gut lesbar.

## Vertonungen
Der Berliner Komponist Eugen Engel nahm den Stoff in den 1930er Jahren als Grundlage zu seiner Oper Grete Minde. Deren Uraufführung, inszeniert von Olivia Fuchs, fand am 13. Februar 2022 am Magdeburger Theater statt.
Anlässlich der Tausendjahrfeier der Stadt Tangermünde im September 2009 wurde Grete Minde vom Theater der Altmark auch als Oper uraufgeführt; die Musik komponierte Søren Nils Eichberg, und das Libretto von Constanze John basierte auf Fontanes Novelle.
Auch der Komponist Siegfried Matthus vertonte die Novelle in seinem Bühnenwerk Grete Minde, das 2010 als „Musikalisch-Szenisches Spektakel“ bei den Fontane-Festspielen in Neuruppin uraufgeführt wurde.

## Verfilmung
Das Buch wurde von Heidi Genée 1976 mit Katerina Jacob als Hauptdarstellerin und Siemen Rühaak als Valtin verfilmt. Die Außenaufnahmen wurden im südostniedersächsischen Hornburg gedreht.

## Ausgaben
- Theodor Fontane: Grete Minde. Nach einer altmärkischen Chronik. Wilhelm Hertz, Berlin 1880 (Erstausgabe)
- Theodor Fontane: Grete Minde. Nach einer altmärkischen Chronik. Bearb. von Claudia Schmitz. Berlin 1997, ISBN 3-351-03115-7 (Große Brandenburger Ausgabe, Das erzählerische Werk, Band 3)

## Sekundärliteratur
- Gaby Pailer: Schwarzäugige Mordbrennerin. Fontanes Grete Minde, eine Tochter von Cervantes’ „La gitanilla“. In: Renate Möhrmann (Hrsg.): rebellisch – verzweifelt – infam. Das böse Mädchen als ästhetische Figur. Aisthesis Verlag, Bielefeld 2012, ISBN 978-3-89528-875-3, S. 171–186.
- Robert Rauh: Prinzessin oder Hexe. Grete Minde. In: Fontanes Frauen, be.bra verlag, Berlin 2018, S. 124–166, ISBN 978-3-86124-716-6
- Dominik Pensel: Brand-Spuren und Schwindel-Erscheinungen. Traumatische und unbewusste Erfahrungen in der Literatur des deutschsprachigen Realismus. In: Carsten Gansel (Hrsg.): Trauma-Erfahrungen und Störungen des ‚Selbst‘. Mediale und literarische Konfigurationen lebensweltlicher Krisen. De Gruyter, Berlin und New York 2020, ISBN 978-3-11-068137-6, S. 65–90.